# Smallingerland
Smallingerland est une commune néerlandaise de la Frise aux Pays-Bas.